# Nicola d'Arborea
Nicola d'Arborea (Oristano, 1322 – Catalogna o Cagliari o Salisbury, 1370), è stato un nobile ed ecclesiastico sardo, quarto figlio del giudice Ugone II e fratello di Pietro III e Mariano IV.

## Origini
Nicola era quarto figlio del giudice Ugone II e di sua moglie Benedetta, figlio a sua volta di Mariano III e della sua amante o concubina Padulesa de Serra.

## Biografia

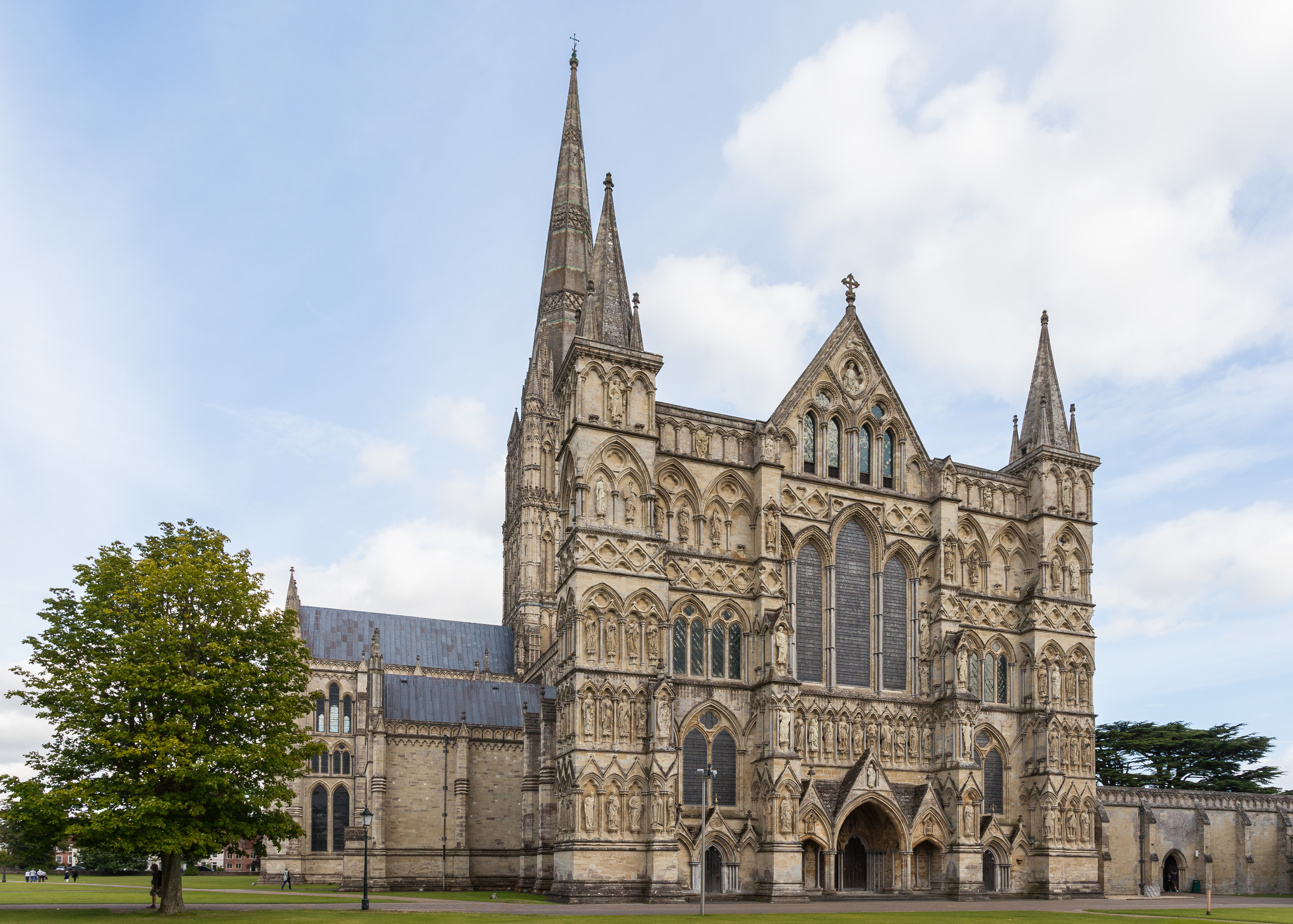
La Cattedrale di Salisbury

Nato intorno all'anno 1322, Nicola è citato la prima volta nel 1335. Nel 1342 suo fratello ottenne per lui il titolo di canonico, venendo destinato alle sedi di Lérida e Salisbury. Da quel momento di lui si perdono le tracce; si sa che alla metà degli anni '40ebbe da una tale "Benedetta Trotti", sorella del barone di Bitti, Salvatore, sposato poi con Costanza, da cui ebbe Leonardo Cubello, fondatore della casa marchionale d'Oristano. Nel 1361, entrato ormai irrimediabilmente in contrasto col fratello Mariano per questioni ereditarie, è accreditato ricevette una piccola rendita a Cagliari, che possedeva ancora 9 anni dopo. Morì dopo il 1370.